# Nationaal Park Brijuni

Nationaal park Brijuni (Kroatisch: Nacionalni park Brijuni) is een nationaal park in Kroatië. Het park werd opgericht in 1983 en is 33,9 vierkante kilometer groot. Het park omvat de eilandengroep rond het eiland Brioni. De veertien eilandjes liggen in het noorden van de Adriatische Zee voor de kust van Istrië. Het grootste eiland, Veliki Brijun (5,6 km2) ligt op 2 kilometer van de kust. De andere eilanden zijn Mali Brijun, San Marco, Gaz, Okrugljak, Supin, Supinič, Galija, Grunj, Krasnica (Vanga), Madona, Vrsar, Jerolim en Kozada. 